# وقواق الفرشاة
وقواق الفرشاة (الاسم العلمي: Cacomantis variolosus) هو نوع من فصيلة وقواق.